# Carol Menken-Schaudt
Carol Menken-Schaudt, née le 23 novembre 1957 à Albany, dans l'Oregon, est une joueuse américaine de basket-ball. Elle évoluait au poste de pivot.

## Palmarès
- Championne olympique 1984